# Oh Beom-seok
Oh Beom-Seok (Pohang, Corea del Sud, 29 de juliol de 1984) és un futbolista sud-coreà. Va disputar 44 partits amb la selecció sud-coreana.